# 1946-os magyar atlétikai bajnokság
Az 1946-os magyar atlétikai bajnokságot, amely az 51. magyar bajnokság volt, szeptember 14. és szeptember 15. között rendezték meg a BSZKRT Sport utcai stadionjában.
Néhány versenyszámot más helyszínen és időpontban rendeztek meg:
- 10 km-es gyaloglás: augusztus 25., Budapest, Postás sporttelep
- többpróba: október 2-3., Budapest, BSZKRT sporttelep
- váltóbajnokság: szeptember 28-29., Budapest, MTK stadion
- Maraton: október 6., Szeged
- 50 km-es gyaloglás: október 21., Budapest, Népliget

## Eredmények

### Férfiak
| Versenyszám              | Arany                                                                                          | Arany    | Ezüst                                                                                 | Ezüst    | Bronz                                                                                    | Bronz    |
| ------------------------ | ---------------------------------------------------------------------------------------------- | -------- | ------------------------------------------------------------------------------------- | -------- | ---------------------------------------------------------------------------------------- | -------- |
| 100 m                    | Tima Ferenc Szegedi EAC                                                                        | 10,9     | Bartha László Vasas SC                                                                | 11,0     | Márton Gyula Szegedi-Tisza VSE                                                           | 11,1     |
| 200 m                    | Tima Ferenc Szegedi EAC                                                                        | 22,0     | Bartha László Vasas SC                                                                | 22,4     | Mindszenty János Kereskedelmi Alkalmazottak OE                                           | 22,9     |
| 400 m                    | Marosi László Testvériség                                                                      | 51,9     | Varga István Szegedi TVSE                                                             | 52,2     | Árvay Artur MAFC                                                                         | 52,3     |
| 800 m                    | Garay Sándor Bp. Vasas                                                                         | 1:56,1   | Marosi László Testvériség                                                             | 1:56,4   | Baranyai János Pécsi VSK                                                                 | 1:56,5   |
| 1500 m                   | Garay Sándor Bp. Vasas                                                                         | 4:00,2   | Baranyai János Pécsi VSK                                                              | 4:01,2   | Villási Károly Dunakeszi Magyarság SE                                                    | 4:02,2   |
| 5000 m                   | Garay Sándor Bp. Vasas                                                                         | 15:31,8  | Rátonyi Sándor Kereskedelmi Alkalmazottak OE                                          | 15:35,8  | Németh Béla Munkás TE                                                                    | 15:38,0  |
| 10 000 m                 | Németh Béla Munkás TE                                                                          | 32:26,2  | Bíró János Bp. Vasas                                                                  | 32:46,4  | Szabó Miklós Kereskedelmi Alkalmazottak OE                                               | 32:53,2  |
| maraton                  | Csaplár András Budai Kinizsi TE                                                                | 2:52:40  | Kiss József Újpesti TE                                                                | 2:54:29  | Zalavári Ferenc Szegedi-Tisza VSE                                                        | 2:59:27  |
| 3000 m akadály           | Rátonyi Sándor Kereskedelmi Alkalmazottak OE                                                   | 9:49,4   | Csépány Pál MÁV GYSE                                                                  | 9:51,6   | Szilágyi Jenő Vasas SC                                                                   | 9:52,4   |
| 110 m gát                | Kiss József Törekvés                                                                           | 15,8     | Lippay Antal Pécsi VSK                                                                | 16,6     | Görög Géza BEAC                                                                          | 17,1     |
| 400 m gát                | Kiss József Törekvés                                                                           | 57,2     | Pálffi Tihamér Ferencvárosi TC                                                        | 59,4     | Kalotai Vilmos Bp. Vasas                                                                 | 59,7     |
| 4 × 100 m váltó          | Bakky Sándor Száki Béla Mindszenty János Hegyesi Antal Kereskedelmi Alkalmazottak OE           | 45,2     | Somlós Ferenc Almádi Gyula Szántó Ottó Csányi György Újpesti TE                       | 45,3     | Farkasinszky Imre Puskás Antal Cziráki József Szentesi TFSE                              | 45,8     |
| 4 × 200 m váltó          | Almádi Antal Szántó Ottó Somlós Ferenc Csányi György Újpesti TE                                | 1:35,5   | Boros Baranyai János Nyirő György Solymosi Egon Pécsi VSK                             | 1:35,7   | Bakky Sándor Lőcsei István Lombos Dezső Homonnay Tamás KAOE                              | 1:36,2   |
| 4 × 400 m váltó          | Mindszenty János Vadas József Lőcsei István Lombos Dezső Kereskedelmi Alkalmazottak OE         | 3:34,4   | Boros Nyirő György Baranyai János Solymosi Egon Pécsi VSK                             | 3:35,2   | Almási József Garay Sándor Nagy Gyula Kalotai Vilmos Bp. Vasas                           | 3:36,4   |
| 4 × 800 m váltó          | Kalotai Vilmos Sándor János Almási József Garay Sándor Bp. Vasas                               | 8:26,8   | Rátonyi Sándor Újvári Antal Lőcsei István Szabó Miklós KAOE                           | 8:29,2   | Serényi István Híres László Jeszenszky László Elekfy Ákos Újpesti TE                     | 8:32,4   |
| 4 x 1500 m váltó         | Szilágyi Jenő Sándor János Almási József Garay Sándor Bp. Vasas                                | 17:17,6  | Újvári Antal Szabó Miklós Rátonyi Sándor Harsányi Gusztáv KAOE                        | 17:31,0  | Híres László Bácsfalvi László Serényi István Jeszenszky László Újpesti TE                | 17:40,0  |
| 5000 m síkfutás csapat   | Garay Sándor Bíró János Szilágyi Jenő Hagymási József Almási József Bp. Vasas                  | 39       | Rátonyi Sándor Szabó Miklós Újvári Antal Südi Lajos Orsós Gyula KAOE                  | 73       | Híres László Jeszenszky László Serényi István Bácsfalvi László Zoltai László Újpesti TE  | 80       |
| csapat maraton           | Zalavári Ferenc Szécsi József Csonka Balázs Szegedi Tisza VSE                                  | 14       | Kiss József Nagyvári József Szalay Újpesti TE                                         | 18       | Südi Lajos Szabó Miklós Kapusi János KAOE                                                | 26       |
| 10 km gyaloglás          | Kun Sándor Postás SE                                                                           | 49:55,8  | Szabó Sándor Postás SE                                                                | 50:03,4  | Hunyadvári Rezső ESC                                                                     | 50:40,0  |
| 50 km gyaloglás          | Kapusi János Kereskedelmi Alkalmazottak OE                                                     | 5:13:30  | Farkas Zoltán Postás SE                                                               | 5:21:01  | Peszeki Ádám Újpesti TE                                                                  | 5:26:52  |
| magasugrás               | Dulgyovay László MAORT                                                                         | 175      | Lehoczky Sándor Csepeli MTK                                                           | 175      | Kolozsvári Miklós Csepeli MTK                                                            | 170      |
| rúdugrás                 | Zsitvay Zoltán TFSE                                                                            | 360      | Homonnay Tamás Kereskedelmi Alkalmazottak OE                                          | 350      | Tölgyesi Dezső Postás SE                                                                 | 340      |
| távolugrás               | Puskás Antal TFSE                                                                              | 678      | Karácsony Nándor Pécsi VSK                                                            | 659      | Almás Gyula Szegedi-Tisza VSE                                                            | 656      |
| hármasugrás              | Dusnoki Géza Goldberger SE                                                                     | 13,47    | Márton Gyula Szegedi-Tisza VSE                                                        | 13,38    | Puskás Antal TFSE                                                                        | 13,20    |
| súlylökés                | Németvári Ernő Bp. Előre                                                                       | 13,72    | Kiss János Bp. Vasas                                                                  | 13,51    | Vóki József Testvériség                                                                  | 13,29    |
| diszkoszvetés            | Klics Ferenc Vasas SC                                                                          | 43,86    | Horváth Vilmos Pécsi VSK                                                              | 43,57    | Kulitzy Jenő Kereskedelmi Alkalmazottak OE                                               | 43,37    |
| kalapácsvetés            | Németh Imre Goldberger SE                                                                      | 53,40    | Remete Dezső Testvériség                                                              | 46,20    | Petike Lajos TFSE                                                                        | 44,30    |
| gerelyhajítás            | Várszegi József Goldberger SE                                                                  | 63,36    | Medgyessy Zoltán Kereskedelmi Alkalmazottak OE                                        | 56,60    | Rákhely Gyula Magyar Pamutipar SC                                                        | 54,72    |
| tízpróba                 | Kiss József Törekvés                                                                           | 5517     | Puskás Antal TFSE                                                                     | 5137     | Hibacsek Gyula TFSE                                                                      | 4988     |
| mezei futás (10 000 m)   | Szegedi Ferenc Testvériség                                                                     | 32:22,4  | Németh Béla MTE                                                                       | 32:26,4  | Csaplár András BKTE                                                                      | 33:10,0  |
| kis mezei futás (4000 m) | Garay Sándor Bp. Vasas                                                                         | 12:10,2  | Rátonyi Sándor Óbudai Barátság                                                        | 12:12,0  | Villási Károly DM                                                                        | 12:15,4  |
| 50 km gyaloglás csapat   | Farkas Zoltán Somogyi János Mucsi József Postás SE                                             | 7        | Hima László Hajmási Ferenc Hunyadvári Rezső ESC                                       | 16       | Szécsi József Zalavári Ferenc Temesvári Gyula SZTVSE                                     | 22       |
| csapat magasugrás        | Szuromi János Kovács József Emri Gyula Forstner Ede Cseh Imre Győri Vasas ETO                  | 170,8 cm | Kurucz István Lippay Antal Petri Miklós Klesch Sándor Tasnádi Ferenc Pécsi VSK        | 163,0 cm | Lehoczky Sándor Kolozsvári Miklós Jankovics József Haincz István Tóth István Csepeli MTK | 163,0 cm |
| csapat rúdugrás          | Zsitvay Zoltán Hibacsek Gyula Petike Lajos Czéh László Guzsváry János Testnevelési Főiskola SE | 312 cm   | Porvai József Tasnádi Ferenc Gyenes János Karácsony Nándor Resz Nándor Pécsi VSK      | 279 cm   | Herczeg László Herczeg G. Nagy Ferenc Csermák Rezső Felföldi Sándor Gyulai AC            | 272 cm   |
| csapat távolugrás        | Karácsony Nándor Horváth Vilmos Boros László Sándor József Lombos Henrik Pécsi Vasutas SK      | 622 cm   | Márton Gyula Almás Gyula Kovács Imre Major Miklós Kakuszi Béla SZTVSE                 | 610 cm   | Puskás Antal Cziráki József Németh Zsitvay Zoltán Horváth TFSE                           | 604 cm   |
| csapat súlylökés         | Söjtör József Petike Lajos Koltai Jenő Kiss István Puskás Antal Testnevelési Főiskola SE       | 12,172 m | Horváth Vilmos Bender József Cserháti Zoltán Karácsony Nándor Bernát István Pécsi VSK | 11,554 m | Vóki József Bacsa István Remete Dezső Gajdács Pál Bányai Testvériség                     | 11,513 m |
| csapat diszkoszvetés     | Kelemen Imre Söjtör József Kiss István Nagy Sándor Gáspár János Testnevelési Főiskola SE       | 36,47 m  | Kelemen István Rózsás Dezső Kovács József Varga Farkas Győri Vasas ETO                | 36,22 m  | Horváth Vilmos Bender József Karácsony Nándor Bernát István Cserháti Zoltán Pécsi VSK    | 36,12 m  |
| csapat gerelyhajítás     | Koltai Jenő Guzsváry János Bánki Miklós Kránitz István Kiss István Testnevelési Főiskola SE    | 50,29 m  | Várszegi József Szatmári Aba Székely Rezső Németh Imre Horváth A. Goldberger SE       | 49,88 m  | Rózsás Dezső Gaál Lajos Kelemen Kovács J. Dénesfai Géza Győri Vasas ETO                  | 42,92 m  |
| csapat kalapácsvetés     | Remete Dezső Bánpataki Pál Bánpataki György Edömér Ervin Csizmadia Pál Testvériség SE          | 40,05 m  | Petike Lajos Gáspár János Kiss István Tóth István Guzsvári TFSE                       | 34,88 m  | Kurella Mátyás Rózsás Dezső Pázmándy Károly Kovács József Tullner János Győri Vasas ETO  | 34,44 m  |
| mezei futás csapat       | Bíró János Kálmánfi László Hagymási József Kelen János Lendvai Pál Bp. Vasas                   | 28       | Szegedi Ferenc Mészáros Károly Pikál Árpád Palágyi Miklós Rusovszky Gyula Testvériség | 48       | Kovács György Ottruba Antal Szécsi József Kobrizsa András Kovács F. SZTVSE               | 86       |
| kis mezei futás csapat   | Híres László Bácsfalvi László Kiss József Beták Imre Garay Zoltán Újpesti TE                   | 68       | Rátonyi Sándor Újvári Antal Szabó Miklós Keveházi Berényi Ferenc Óbudai Barátság      | 90       | Izsóf Alajos Váczi Mihály Rajcsányi Lajos Bencsik Pátkai BRE                             | 107      |

### Nők
| Versenyszám          | Arany                                                                                               | Arany    | Ezüst                                                                       | Ezüst    | Bronz                                                                        | Bronz    |
| -------------------- | --------------------------------------------------------------------------------------------------- | -------- | --------------------------------------------------------------------------- | -------- | ---------------------------------------------------------------------------- | -------- |
| 100 m                | Szigeti-Varga Zsuzsa Goldberger SE                                                                  | 13,0     | Lőrincz Anna Postás SE                                                      | 13,1     | Fekete Ilona Gamma                                                           | 13,1     |
| 200 m                | Lőrincz Anna Postás SE                                                                              | 27,2     | Szigeti-Varga Zsuzsa Goldberger SE                                          | 27,5     | Kolonits Paula Vasas SC                                                      | 27,7     |
| 800 m                | Fekete Ilona Gamma                                                                                  | 2:24,9   | Kolonits Paula Vasas SC                                                     | 2:32,8   | Ficsor Irén Postás SE                                                        | 2:34,9   |
| 80 m gát             | Rohonczi Mária TFSE                                                                                 | 12,7     | Lőrincz Anna Postás SE                                                      | 12,7     | Fehér Lola Postás SE                                                         | 14,9     |
| 4 × 100 m váltó      | Ficsor Irén Fehér Sarolta Lőrinczi Anna Babai Margit Postás SE                                      | 53,8     | Ágoston Margit Nagy Hermann Ilona Egri Lenke Kereskedelmi Alkalmazottak OE  | 54,4     | Kovács-Buna Irma Fekete Ilona Sziklai Paula Ipolyi-Keller Mária Gamma        | 56,0     |
| 4 × 200 m váltó      | Ipolyi-Kellér Mária Bártfai Jenőné Sziklay Paula Fekete Ilona Gamma SE                              | 1:55,9   | Ficsor Irén Fehér Sarolta Lőrinczi Anna Babai Margit Postás SE              | 1:56,2   | KAOE (Hermann Ilona Nagy Sallay Erzsébet Egri Lenke KAOE                     | 1:56,8   |
| magasugrás           | Rohonczi Mária TFSE                                                                                 | 145      | Bártfai Jenőné Gamma                                                        | 145      | Vékony Ilona TFSE                                                            | 145      |
| távolugrás           | Fekete Ilona Gamma                                                                                  | 499      | Lőrincz Anna Postás SE                                                      | 494      | Rohonczi Mária TFSE                                                          | 490      |
| súlylökés            | Regdánszky Matild Gamma                                                                             | 10,79    | Rohonczi Mária TFSE                                                         | 9,61     | Umbrai Katalin TFSE                                                          | 9,54     |
| diszkoszvetés        | Börcsök Mária Gamma                                                                                 | 34,40    | Balázs Judit Békéscsabai MÁV                                                | 32,99    | Horányi Irén Kereskedelmi Alkalmazottak OE                                   | 32,87    |
| gerelyhajítás        | Regdánszky Matild Gamma                                                                             | 37,70    | Rohonczi Mária TFSE                                                         | 34,87    | Lamos Margit Munkás TE                                                       | 32,24    |
| ötpróba              | Rohonczi Mária TFSE                                                                                 | 210      | Umbrai Katalin TFSE                                                         | 174      | Lőrinczi Anna Postás SE                                                      | 173      |
| mezei futás          | Bleha Anna Bp. Előre                                                                                | 5:27,0   | Körmöczy Irén Testvériség                                                   | 5:36,8   | Hermann Ilona Óbudai Barátság SE                                             | 5:42,0   |
| csapat mezei futás   | Hermann Ilona Egri Lenke Mohos Éva Óbudai Barátság SE                                               | 18       | Horváth Edit Horváth Erzsébet Sztrecsa ESC                                  | 21       | Kónya Mária Horváth L. Kádár TFSE                                            | 23       |
| csapat magasugrás    | Vékony Ilona Závodni Erzsébet Trauer Melinda Umbrai Katalin Bánki Magdolna Testnevelési Főiskola SE | 133 cm   | Bártfai Jenőné Fekete Ilona Sziklai Paula Groszné Ipolyi-Keller Mária Gamma | 131 cm   | Pirik Margit Takács Fehér Lola Kucsera Klára Balogh Postás SE                | 127 cm   |
| csapat távolugrás    | Fekete Ilona Bártfai Jenőné Ipolyi-Kellér Mária Sziklay Paula Nagy Ferencné Gamma SE                | 489,8 cm | Lőrincz Anna Lőrinczi Ida Zubek Ilona Kucsera Klára Fehér Lola Postás SE    | 436,6 cm | Vékony Ilona Umbrai Katalin Závodni Erzsébet Bánki Magda Józsa TFSE          | 406,2 cm |
| csapat súlylökés     | Regdánszky Matild Bártfai Jenőné Regdánszky Sarolta Fekete Ilona Börcsök Mária Gamma SE             | 9,39 m   | Schrőderné Rébi Margit Pirik Margit Kucsera Klára Kossák Postás SE          | 9,15     | Umbrai Katalin Oláh Katalin Bánki Magda Závodni Erzsébet Vékony Ilona TFSE   | 8,43     |
| csapat diszkoszvetés | Kovács-Buna Irma Börcsök Mária Regdánszky Sarolta Regdánszky Matild Nagy Ferencné Gamma SE          | 27,60 m  | Umbrai Katalin Oláh Katalin Závodni Erzsébet Vékony Ilona Józsa TFSE        | 26,92 m  | Schrőderné Kucsera Klára Pirik Margit Babai Margit Puskás Postás SE          | 26,35 m  |
| csapat gerelyhajítás | Regdánszky Matild Sziklay Paula Fekete Ilona Regdánszky Sarolta Börcsök Mária Gamma SE              | 27,39 m  | Umbrai Katalin Oláh Katalin Bánki Magda Vékony Ilona Józsa TFSE             | 22,26 m  | Szigeti-Varga Zsuzsa Oláhné Zaffiry Solveig Schitter Kincsessy Goldberger SE | 22,19 m  |

### Magyar atlétikai csúcsok
- 800 m síkfutás 2:24,9 ocs. Fekete Ilona V.K. Budapest 1946. 9.15.
- gerelyhajítás 41,97 m ocs. Rohonczi Mária TFSE Budapest 8. 10.